# 川上温泉 (北海道)
川上温泉（かわかみおんせん）は、北海道虻田郡京極町にある温泉。

## 泉質
- 単純温泉
  - 源泉温度30.9度

## 温泉街
- 一軒宿「川上温泉」が存在する。男女別の内風呂のみで、日帰り入浴可能。以前は、露天風呂もあった。(跡地は現存している)

## 歴史
- 1925年（大正14年） - 開湯。

## アクセス
- 鉄道 : 函館本線倶知安駅から車で約30分